# Pseudenyo
Pseudenyo este un gen de molii din familia Sphingidae. Conține o singură specie, Pseudenyo benitensis, care este întâlnită din Nigeria până în Gabon și Guineea Ecuatorială. 